# (20) Massalia
(20) Massalia es un asteroide del cinturón de asteroides descubierto por Annibale de Gasparis en 1852.

## Descubrimiento y denominación
Massalia fue descubierto por Annibale de Gasparis el 19 de septiembre de 1852 desde el observatorio de Capodimonte, en Nápoles, Italia. Independientemente, Jean Chacornac lo encontró también a la noche siguiente desde el observatorio de Marsella, Francia. Fue nombrado a sugerencia del astrónomo francés Benjamin Valz por el nombre griego de la ciudad francesa de Marsella sin el conocimiento de De Gasparis quien había escogido el nombre «Themis», sugerido por William Herschel. Finalmente De Gasparis aceptó «Massalia». Massalia fue el primer asteroide que recibió un nombre que no procedía de la mitología antigua.

## Características orbitales
Massalia orbita a una distancia media del Sol de 2,409 ua, pudiendo acercarse hasta 2,065 ua y alejarse hasta 2,753 ua. Su excentricidad es 0,1429 y la inclinación orbital 0,7083°. Emplea en completar una órbita alrededor del Sol 1366 días.

## Características físicas
Massalia tiene un diámetro de 145,5 km y un periodo de rotación de 8,098 horas. Su magnitud absoluta es de 6,5 y el albedo de 0,2096. Pertenece al tipo espectral S.